# هفت‌رنگ
هفت رنگ یک فیلم سینمایی انیمیشن در ژانر فانتزی کودکانه  به نویسندگی حمیدرضا حافظی و به کارگردانی و تهیه‌کنندگی مازیار محمدی نژاد ساختهٔ سال ۱۳۸۴ است.

## خلاصه داستان
حیوانات جنگل در ناز و نعمت زندگی می‌کنند اما قدر نعمت‌های خود را نمی‌دانند. آنها آرزو می‌کنند رنگ‌های دیگری داشته باشند. اما در اثر یک اتفاق مرموز همه رنگ‌های خود را از دست می‌دهند و خاکستری می‌شوند. سال‌ها بعد پروانه‌ای متولد می‌شود که پیش از این در داستان‌ها گفته شده تنها کسی است که می‌تواند رنگ‌ها را به جنگل خاکستری بازگرداند. پروانه قهرمان سفر پر ماجرایی را آغاز می‌کند.

## جایزه‌ها و راهیابی‌ها
| جشنواره بین‌المللی فیلم‌های کودکان و نوجوانان همدان ۱۳۸۶ | بهترین فیلم بلند    | مازیار محمدی نژاد    | برنده پروانه زرین |
| جشنواره بین‌المللی فیلم‌های کودکان و نوجوانان همدان ۱۳۸۶ | بهترین فیلمنامه     | حمید رضا حافظی       | نامزد             |
| جشنواره فیلم فجر ۱۳۸۶                                  | بخش مسابقه          | مازیار محمدی نژاد    | راهیابی           |
| جشنواره تولیدات تلوزیونی مراکز ۱۳۸۵                    | بهترین فیلمنامه     | حمیدرضا حافظی        | برنده             |
| جشنواره تولیدات تلوزیونی مراکز ۱۳۸۵                    | بهترین موسیقی       | هدی پروانه           | برنده             |
| جشنواره تولیدات تلوزیونی مراکز ۱۳۸۵                    | بهترین انیمیشن      | صداو سیمای مرکز فارس | برنده             |
| جشنواره تولیدات تلوزیونی مراکز ۱۳۸۵                    | بهترین طراحی صحنه   | حامد بهروزی          | برنده             |
| جشنواره تولیدات تلوزیونی مراکز ۱۳۸۵                    | بهترین کارگردانی    | مازیار محمدی نژاد    | برنده             |
| جشنواره تولیدات تلوزیونی مراکز ۱۳۸۵                    | بهترین انیماتوری    | مازیار محمدی نژاد    | برنده             |
| جشنواره تولیدات تلوزیونی مراکز ۱۳۸۵                    | بهترین تدوین        | مازیار محمدی نژاد    | برنده             |
| جشنواره تولیدات تلوزیونی مراکز ۱۳۸۵                    | بهترین طراحی تیتراژ | مازیار محمدی نژاد    | برنده             |
| جشنواره تولیدات تلوزیونی مراکز ۱۳۸۵                    | بهترین تهیه کنندگی  | مازیار محمدی نژاد    | برنده             |